# Castelspina

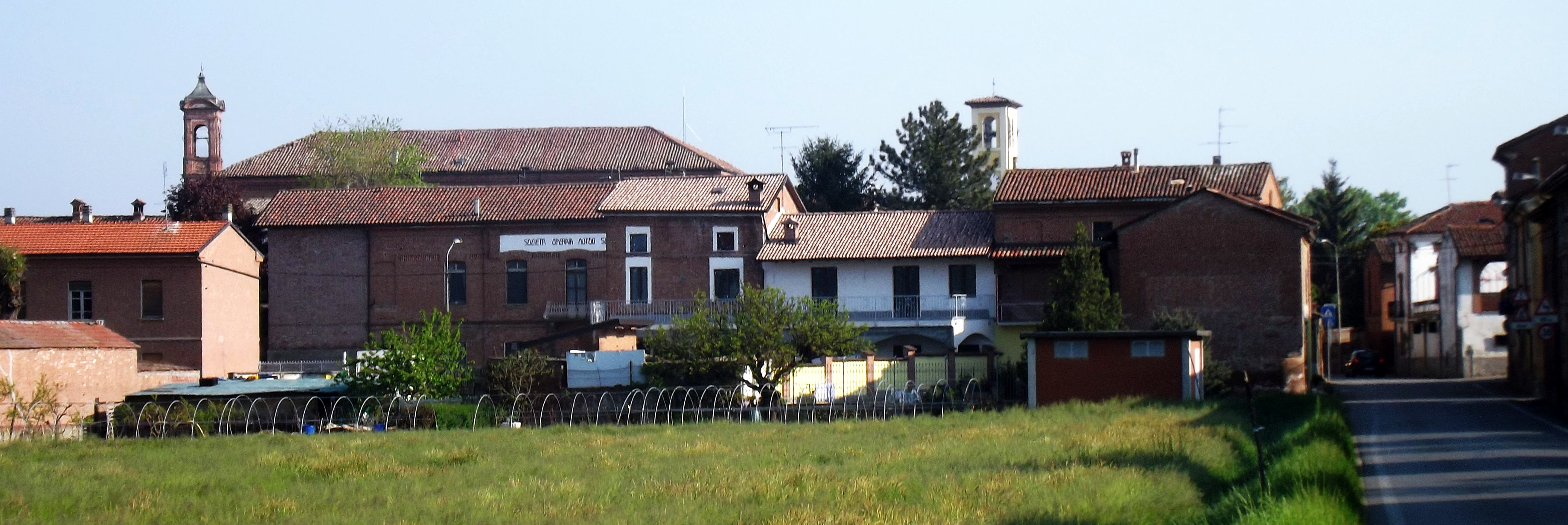
Panorama

Castelspina es una localidad y comune italiana de la provincia de Alessandria, región de Piamonte, con 425 habitantes.

## Evolución demográfica
| Gráfica de evolución demográfica de Castelspina entre 1861 y 2001 |
|                                                                   |
| Fuente ISTAT - elaboración gráfica de Wikipedia                   |